# Arado SC I
L'Arado SC I era un biplano da addestramento civile prodotto dall'azienda tedesca Arado Flugzeugwerke GmbH dalla metà degli anni venti.
Sviluppato dal precedente S I differiva da questo principalmente per l'adozione di un molto più potente motore in linea BMW IV in luogo dal precedente radiale. Come conseguenza, la struttura ha ricevuto un notevole irrobustimento. Il velivolo era stato concepito per essere destinato alla scuola di volo militare clandestina di Lipeck, ma non venne ritenuto idoneo per il servizio. Venne comunque prodotto in un piccolo numero di esemplari destinati alla Deutsche Verkehrsflieger-Schule.

## Descrizione tecnica
L'SC I era un monomotore biplano dall'aspetto tradizionale. La fusoliera era a sezione quadrangolare dotata di due abitacoli di pilotaggio aperti in tandem, con il posteriore riservato all'istruttore e l'anteriore per l'allievo pilota. Posteriormente terminava in una coda dall'impennaggio tradizionale monoderiva dai piani orizzontali di forma triangolare e controventati. La configurazione alare era biplano-sesquiplana con l'ala inferiore dalle dimensioni inferiori della superiore e traslata verso la parte posteriore della fusoliera. Entrambe erano collegate tra loro tramite due montanti tubolari trasversali esterni ed un castello tubolare nei pressi della fusoliera. Il carrello d'atterraggio era fisso ed integrato posteriormente da un pattino di coda. La propulsione era affidata ad un motore BMW IV 6 cilindri in linea raffreddato ad acqua capace di 230 PS (169 kW) abbinato ad un'elica bipala in legno a passo fisso.

## Utilizzatori
Germania
- Deutsche Verkehrsfliegerschule